# Udomlja-See
Der Udomlja-See (russisch Удомля Озеро/ Udomlja osero, wissenschaftliche Transliteration Ozero Udomlja) liegt im Rajon Udomlja der zentralrussischen Oblast Twer. 
Bei einer maximalen Nord-Süd-Erstreckung von 7,5 km und einer maximalen Ost-West-Erstreckung von 3,2 km nimmt er eine Gesamtfläche von 10,1 km² ein. Die Wassertiefe beträgt im Mittel 10 m und an der tiefsten Stelle 38 m. Gespeist wird der See durch die Flüsse Tichomandriza im Norden, Owsjanka im Osten und Chomutowka im Süden sowie acht weitere Bachläufe; zudem fließt das Wasser des benachbarten Peswo-Sees in den Udomlja-See ab, zum einen durch einen natürlichen Wasserarm im Nordosten bei Bereschok und zum anderen durch einen ehemals natürlichen Flusslauf im Osten, der zugunsten der Flößerei in den 1920er Jahren zum Kanal ausgebaut und im Zuge der Errichtung des Kernkraftwerk Kalinin (ab 1974) nochmals verbreitert wurde. Einziger Abfluss des Sees ist der Fluss Sescha im Südwesten; an ihm befindet sich zwischen den Dörfern Stan und Ljubenkowski ein im 20. Jahrhundert erbautes Stauwehr, durch das das Wasserniveau des Sees um ein bis eineinhalb Meter angestiegen ist. Im See befinden sich acht Inseln, von denen die Dwinow-Insel (остров Двинов) am Südufer gegenüber der Siedlung Ljubenkino die größte ist.

## Geschichte
Bereits im Mittelalter spielte der Udomlja-See eine wichtige Rolle als Verkehrsweg, da er als Teil der Verbindung zwischen Weliki Nowgorod und dem Wolga-Gebiet fungierte. Dieser Weg führte einst über den Ilmensee, die Flüsse Msta, Uwer, Sescha und den Udomlja-See zunächst zum Peswo-See und nach Überwindung der Swetliza-Höhen über den Fluss Swetliza und den Kubytscha-See zur Mologa, einem Nebenfluss der Wolga. Ab 1974 wurde im Bereich des Südostufers zwischen der Stadt Udomlja und der Siedlung Rjad das Kernkraftwerk Kalinin errichtet, welches das Ökosystem des Udomlja- als auch das des benachbarten Peswo-Sees durch die Kühlwassereinleitung nachhaltig beeinflusste.

## Flora und Fauna
Die Uferzonen des Sees sind größtenteils unbewaldet, da die wassernahen Wälder bereits in vorslawischer Zeit gerodet wurden. Die Wassererwärmung durch das angrenzende Kernkraftwerk hat zum Aussterben der Renken-, Karpfen- und Stint-Populationen sowie zur starken Dezimierung von Hechten und Moderlieschen im See geführt. Weitere im Udomlja-See auftretende Fischarten sind Zander, Silber- und Graskarpfen.